# Brief aan de koning
Brief aan de koning is een uitgave van het Utrechtse antiquariaat Hinderickx & Winderickx ter gelegenheid van de uitreiking van de koninklijke onderscheiding aan de schrijver L.H. Wiener.

## Geschiedenis
Op 14 juli 2014 schreef de Haarlemse schrijver P.F. Thomése een brief "aan Zijne Majesteit Willem Alexander Koning der Nederlanden" met het verzoek om zijn stadgenoot en collega-schrijver L.H. Wiener "te onderscheiden van het gewone volk en hem de passende decoraties op de borst te laten spelden". Thomése plaatste Wiener in de Haarlemse traditie van grote Haarlemse schrijverstalenten en noemde met name  om te beginnen Willem Bilderdijk en Nicolaas Beets, naast vervolgens Lodewijk van Deyssel, Godfried Bomans, Harry Mulisch en Louis Ferron. Wiener was in 2015 al geëerd door collega's en vrienden met het boek LHW70, een liber amicorum ter gelegenheid van zijn 70e verjaardag op 16 februari. Op 24 april 2015, al dan niet vanwege de brief van Thomése, werden aan Wiener ook de versierselen uitgereikt die behoren bij de onderscheiding tot Ridder in de Orde van Oranje-Nassau; het bleef, ondanks Thoméses verzoek om passende decoraties, bij deze ene onderscheiding.
Na deze uitgave publiceerde Wiener op 31 oktober 2015 op Tzum een open brief aan Thomése die in 2016 door hetzelfde antiquariaat werd uitgegeven, met een reactie van Thomése onder de titel Eind goed, al goed.

## Uitgave
Het Utrechtse antiquariaat Hinderickx & Winderickx gaf ter gelegenheid van die uitreiking op 24 april 2015 de brief van Thomése uit. Het is een uitgave van acht ongenummerde pagina's, gevat in een rood omslag waarop in goud en cursief de initialen L.H.W. zijn gedrukt. Het betreft een ingenaaide uitgave waarvan alle exemplaren op de pers werden genummerd en door de auteur van de brief gesigneerd.